# Papilio godeffroyi
Espèce
Statut de conservation UICN

EN : En danger
Papilio godeffroyi est une espèce de lépidoptères (papillons) de la famille des Papilionidae. L'espèce est endémique de l'île de Tutuila dans les Samoa américaines.

## Systématique
L'espèce Papilio godeffroyi a été décrite pour la première fois en 1866 par Georg Semper dans Transactions of the Entomological Society of London.